# Laophila isocyma
Laophila isocyma är en fjärilsart som beskrevs av Edward Meyrick 1892. Laophila isocyma ingår i släktet Laophila och familjen mätare. Inga underarter finns listade i Catalogue of Life.